# Amphidrausini
Amphidrausini, es una tribu de pequeñas arañas araneomorfas, pertenecientes a la familia Salticidae.  Comprende los siguientes géneros.

## Géneros
- Amphidraus
- Nebridia